# 比爾·霍格
威廉·強斯頓·霍格（英語：William Johnston Hogg, 1881年9月11日—1909年12月8日），為美國職棒大聯盟的球員，綽號「水牛比爾」，為美國職棒大聯盟的右投手，在紐約高地人隊(今紐約洋基)效力4個球季。
霍格生於密西根州的休倫港，大聯盟生涯116場出賽，投了730局，總計37勝50敗。
1902年，當時霍格效力於西雅圖半長褲隊，由於毆打報社記者，他被球隊開除。1903年，奧勒岡日報提到霍格是個麻煩人物，而且酗酒成性毫無節制，經常捲入一些街頭打架事件。
1906年，霍格在對上克里夫蘭納普隊時，對打者比爾·布萊德利投出了觸身球，打斷了布萊德利的手腕，而霍格之後還說：「納普·拉傑伊是他的下一個目標」。1907年，高地人隊差點用他向底特律老虎交易泰·柯布，但是在柯布的傳記裡提到，這項交易最終因為老虎隊老闆比爾·耀基的反對而破局。
1909年，霍格因為急性腎炎死於紐奧良，享年僅28歲。

## 外部連結
- 球員資訊和成績在MLB，ESPN，Baseball-Reference，Fangraphs，The Baseball Cube（英文）